# كنيسة سيدة المعين
كنيسة سيدة المعين هي كنيسة أثريّة ومقام تقع في النهريّة قرب بلدة منجز، قضاء عكار، شمال لبنان. تم تشييدها في أوائل القرن الثالث، حوالي عام 200 م.

## البناء
تم بناء المبنى من حجر البازلت الأسود كغيره من مباني المنطقة المحيطة به. وقد تعرّض للإهمال وسرقة حجارته على مر السنين، ولم يتبقى منه إلاّ بضع حجار أساسات عند الجهة الشرقيّة للموقع الذي لا تزال تتوسطه شجرة سنديان، وفي محيطه لا تزال بعض الحجار المنحوتة، التي تحمل رموزًا لم يتم العمل بعد على فكّها.

## وصلات خارجية
- للمرة الثانية... "ماراثون عيدمون"، النهار